# Cheiracanthium leucophaeum
Cheiracanthium leucophaeum là một loài nhện trong họ Miturgidae.
Loài này thuộc chi Cheiracanthium. Cheiracanthium leucophaeum được Eugène Simon miêu tả năm 1897.